# مثنوية (هندسة إسقاطية)
في الهندسة، من خصائص المستويات الإسقاطية تناظر الأدوار التي تلعبها الخطوط والنقاط في التعريفات والنظريات. مصطلح الثِّنْوِية أو المثنوية هو محاولة إضفاء طابع رياضياتي رسمي على هذا المفهوم. هناك طريقتان لموضوع الازدواجية، أحدهما من خلال اللغة (§ Principle of duality) والآخر نهج أكثر صرامة من خلال التطبيقات الخاصة. الطريقتان متكافئتان.

## مبدأ المثنوية
يمكن تعريف المستوى الإسقاطي C تسليمياً على أنه بنية وقوع بالنسبة لمجموعة P من النقاط، ومجموعة L من الخطوط. وعلاقة الوقوع I التي تحدد النقاط التي تقع على أي خطوط. يمكن استخدام هذه المجموعات لتحديد بنية مستوية مثنوية.
بدّل بين أدوار «النقاط» و «الخطوط» في
C = (P, L, I)
للحصول على الهيكل المثنوي
C∗ = (L, P, I∗),
حيث I∗ هي العلاقة العكسية لـ I C∗ هو أيضًا مستوى إسقاطي يسمى المستوى المزدوج لـ C

### مبرهنات مثنوية
بما أنّ المستوى الإسقاطي الحقيقي، PG(2, R) هو مثنوي ذاتياً، فإن هناك عدداً من أزواج المبرهنات المعروفة التي تكون مثنويةً لبعضها بعضاً. مثل:
- مبرهنة ديزارغ ⇔ عكس مبرهنة ديزارغ
- مبرهنة باسكال ⇔ مبرهنة بريانشون
- نظرية مينيلوس ⇔ مبرهنة سيفا

## ملحوظات
1. ↑  موفق دعبول؛ بشير قابيل؛ مروان البواب؛ خضر الأحمد (2018)، معجم مصطلحات الرياضيات (بالعربية والإنجليزية)، دمشق: مجمع اللغة العربية بدمشق، ص. 193، OCLC:1369254291، QID:Q108593221

## روابط خارجية
Weisstein, Eric W. "Duality Principle". MathWorld.